# Adoretus opeticus
Adoretus opeticus är en skalbaggsart som beskrevs av Machatschke 1964. Adoretus opeticus ingår i släktet Adoretus och familjen Rutelidae. Inga underarter finns listade i Catalogue of Life.